# Parafia św. Maksymiliana Kolbego w Kierzu Niedźwiedzim
Parafia św. Maksymiliana Marii Kolbego w Kierzu Niedźwiedzim – rzymskokatolicka parafia dekanatu szydłowieckiego, przynależącego do diecezji radomskiej. Erygowana z wydzielonych wiosek parafii Jastrząb w 1977 roku.

## Historia
Z inicjatywy ks. Bogdana Lipca budowę kościoła rozpoczęto w 1972 roku, a ukończono trzy lata później. Świątynia została ustanowiona kościołem filialnym parafii Jastrząb. W 1975 roku powstaje cmentarz grzebalny dla mieszkańców Kierza i Gąsaw Rządowych-Niw. 7 października 1977 roku biskup Piotr Gołębiowski wydaje dekret ustanawiający nową parafię. 1 listopada tego roku dekret wchodzi w życie, tworząc parafię św. Maksymiliana Kolbego w Kierzu. Kościół jest budowlą jednonawową, murowaną z pustaków i cegły.

## Zasięg parafii
Do parafii należą wierni z następujących miejscowości: Kierz Niedźwiedzi i Gąsawy Rządowe-Niwy

## Stan obecny
Parafia posiada kościół parafialny św. Maksymiliana oraz cmentarz grzebalny w Kierzu Niedźwiedzim.

## Proboszczowie
- 1977–1981 – ks. Józef Walaszczyk
- 1981–1991 – ks. Józef Wijata
- 1991–1997 – ks. prał. Henryk Michałek
- 1997–2019 – ks. kan. Janusz Mroczek
- 2019 – nadal – ks. Grzegorz Jędrzejczyk